# 海豹島

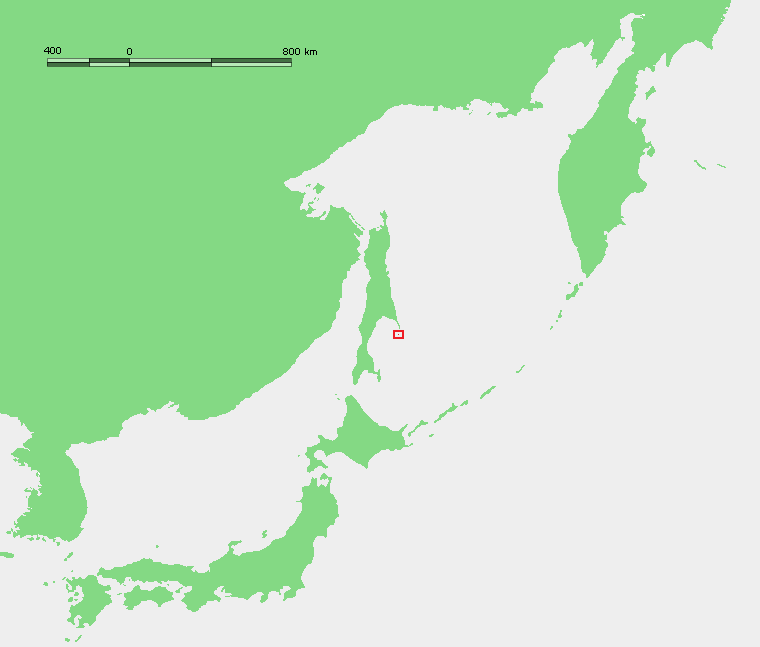
海豹島の位置

海豹島（かいひょうとう、露: Остров Тюлений チュレーニー島）は、樺太島の中東部、北知床半島の先端（北知床岬）より南西12kmに位置する無人島である。日本施政下においては樺太敷香郡散江村に所属していたが、現在はロシア連邦サハリン州ポロナイスク地区管下にある（当該地域の領有権に関しては樺太#領土問題の項目を参照）。

## 概要
島は長さ636m、幅100mに満たない小島で、標高18mの平坦絶壁をなす岩山とそれを囲む砂浜からなる。
海岸の砂浜にはキタオットセイやトドの繁殖地があり、周囲30海里（約56km）は自然保護区として船舶や航空機の接近が禁じられている。
ウミガラスをはじめとして多数の海鳥も生息している。

## 名称
海豹島の名はオランダ語名称Robbeneilandの直訳に由来し、ロシア語名称Остров Тюленийも同じである。オランダ語で単にRobbenといえばアザラシのことであるが、アシカをOorrobben（耳のあるアザラシの意）と呼ぶなど鰭脚類の動物一般を指す言葉でもある。これはヨーロッパの言語では珍しいことではなく、英語ではオットセイをfur seal（毛皮用のアザラシの意）と呼び、あるいはリンネはオットセイの学名をPhoca ursina（熊のようなアザラシの意）としたなどの例が挙げられる。したがってこの島をRobbenと名付けたのはオットセイに由来すると考えられ、それを海豹（アザラシ）と翻訳したのはある種の誤訳といえる。
松浦武四郎の『実験北蝦夷山川地理取調図』では「レフンモシリ」として記載されており、また明治初期の絵図では「アトヤモシリ」として記されている。アイヌ語で「レプン・モシㇼ」は「沖の島」、「アトゥイ・ヤ・モシㇼ」は「海の網漁の島」をそれぞれ意味する。

## 歴史
- 1643年 - オランダの航海家マルチン・ゲルリッツエン・フリースが発見。Robbe Eylantと名付ける。
- 1852年 - アメリカ合衆国の捕鯨家Guarden Allynが立ち寄る。以来オットセイの乱獲地となった。
- 1905年7月 - 日露戦争終盤の樺太攻略作戦により日本軍が占領。
- 1905年9月5日 - ポーツマス条約締結によりロシアより日本へ割譲される。
- 1906年6～11月 - 樺太民政署の出張員による観測[3]。
- 1907年4月25日 -  樺太海豹島ニ於ケル臘虎及膃肭獣猟獲禁止ノ件（明治40年勅令第157号）によりラッコ・オットセイの捕獲が禁止される。
- 1945年7月2日 - アメリカ潜水艦「バーブ」が島を攻撃。それにより、5名が死亡し、1名が重傷（のち死亡）を負っている[4]。
- 1969年 - 海鳥のダニ媒介性ウイルスであるチュレーニーウイルス(Tyuleniy virus)の発見。[5]